# Sisyrinchium weirii
Sisyrinchium weirii är en irisväxtart som beskrevs av John Gilbert Baker. Sisyrinchium weirii ingår i släktet gräsliljor, och familjen irisväxter. Inga underarter finns listade i Catalogue of Life.